# Römische Villa bei Keynsham
Die Römische Villa bei Keynsham war ein römischer Gutshof (Villa rustica) auf dem Durley Hill bei der Stadt Keynsham, Distrikt Bath and North East Somerset, Region South West England.
Sie wurde 1877 entdeckt, liegt aber in dem Gebiet eines modernen Friedhofes, so dass sie erst 1922 bis 1924 untersucht werden konnte. Dabei stellte sich heraus, dass es sich um eine besonders große und reich ausgestattete Villa gehandelt hat. Nur ein Teil der Villa konnte ausgegraben werden, da Teile des Baues unter einer modernen Straße liegen.
Es fanden sich in der Villa Reste von zehn Mosaikfußböden, worunter sich mindestens ein figürliches befindet. Die Anlage der Villa bestand aus einer Reihe von Räumen, die sich an drei Seiten um einen großen Hof anordneten. Vor allem im Westen, an der Rückseite des Hofes gab es einige repräsentative Räume. Einer von ihnen war sechseckig. Ein weiterer sechseckiger Raum hatte Nischen und war mit einem figürlichen Mosaik ausgestattet, das Szenen aus der griechischen Mythologie zeigt.